# روهم وهاس
روهم وهاس هي شركة متخصصة في صناعة المواد الكيميائية المستخدمة في أسواق الاستخدام النهائي مثل البناء، والتشييد، والأجهزة الإلكترونية، والتغليف، ومنتجات العناية المنزلية والشخصية. مقرها الرئيسي في فيلادلفيا. قسمت الشركة إلى 3 مجموعات أعمال من المواد المتخصصة، ومواد الأداء، والمواد الإلكترونية. كما أن لديها شركتان منفردتان بمسحوق الطلاء والملح. وبناء على قائمة فورتشين 500، فإن شركة روهم وهاس توظف أكثر من 17000 موظف في أكثر من 27 دولة تم الإعلان عن استقلال الشركة بمبلغ 8,9 مليار دولار مع أخر إيرادات مبيعاتها. قامت شركة دو الكيميائية بشراء شركة روهم وهاس مقابل 15 مليار دولار في عام 2009.

## التاريخ
تم إنشاء الشركة في إيسلغن، ألمانيا بواسطة الدكتور أوتوروهم والسيد أوتوهاس في عام 1907. انتقل أوتوهاس إلى فيلادلفيا وبدأ بعمله الأمريكي في 1سبتمبر 1909، من مكتب في شارع فرونت. بينما بقي أوتوروهم في ألمانيا لإدارة الشركة والتي أصبحت باسم (روهم. جي أم. بي. إتش).
نمت الشركة الأمريكية بسرعة تزامنن مع الحرب العالمية الأولى بسبب اختراعها الأولي البديل الصناعي لروث الكلاب المخمر (اسم العلامة التجارية OROPON)، الذي كان يستخدم لتطريه الجلد(جزء من عماية الدباغة القديمة). وكان هناك حاجة للجلود في الحرب بكميات كبيرة من أجل الأحزم والسروج.
مرة أخرى نمت الشركة بسرعة تزامنن الحرب العالمية الثانية حيث قامت بتصنيع زجاج الأكريليك، وهو بلاستك شفاف كان مطلوبا لمظلات الطائرات. باعوا هذا الجزء من المشروع في عام 1998 إلى Elf Atoche والان هي باسم (Arkema).
نقل روهم وهاس المقر الرئيسي من في عام 1965 من واشنطن سكوير إلى مبنى جديد في مركز الحرية التجاري على بعد بضعة مبان. المقر الرئيسي الجديد المشترك لروهم وهاس صممه بيترو بيلوشي وشركة جورج أم. إيونق.
استحوذت شركة روهم وهاس في عام 1999 على شركة مورتن للملح.
المنتجات الرئيسية لشركة روهم وهاس هي المواد المتخصصة. أتاحت الكيمياء المتقدمة لمنتجات الاستخدام النهائي بأن يكون لها خصائص معينة. مثل الدهانات المائية منخفضة الرائحة، وواقيات الشمس مع عامل أكبر للحماية من الشمس، أو مع شرائح أشباه الموصلات الأكثر قوة.
أعلنت شركة روهم وهاس أنه تم شراؤها من قبل شركة دو الكيميائية في 10 يوليو 2008، بمبلغ 18,8 مليار دولار أمريكي، وستستمر شركة روهم وهاس بالعمل باسمها وستبقى في مقرها الرئيسي في فيلادلفيا.
حاولت شركة دو الكيميائية التراجع عن شراء روهم وهاس عندما فشلت صفقة مع شركة البترول الكويتية لتشكيل مشروع مشترك لأعطى شركة دو المال لشراء شركة روهم وهاس. في 2 أبريل 2009، أعلن بأنه تم الاستحواذ على شركة مورتن للملح من قبل شركة السماد والملح الألمانية K S بقيمة 1,7 مليار دولار، وأكتمل البيع تزامنن مع استحواذ شركة دو على شركة روهم وهاس في أكتوبر 2009. أعلنت شركة دو رغبتها في بيع قسم الباودر من شركة روهم وهاس.

## السجل البيئي
اتهمت وكالة حماية البيئة شركة روهم وهاس في 6يوليو2004 بانتهاك قانون الهواء النظيف بعد تفتيش منشأتها في لونيزفيل، كنتاكي. زعمت الوكالة أن الشركة فشلت في إصلاح خزان تخزين المواد الكيميائية المتهالك، وعد الاحتفاظ بقائمة كاملة من لوائح المراقبة، وأيضا عدم إزالة النفايات الخطيرة المتراكمة.
تم إدخال 11 عاملا إلى المستشفى بعد تعرضهم لأبخرة تسربت من مصنع روهم وهاس للكيميائيات في 12فبراير2006 في سينسيناتي بولاية أوهايو. وتوفي موظف في 15 فبراير2006 بسبب استنشاق غاز كبريتيد الهيدروجين عندما كان يعمل على طارد بخاري. وأوضح التحقيق أنه منذ انسداد فتحة الصرف الصحي تراكم غاز كبريتيد الهيدروجين بتركيز كبير أدى إلى أن يصبح قاتلا.
رفعت دعوى قضائية على روهم وهاس في 25إبريل 2006 وغيرهم من المتهمين في فيلادلفيا لفشلهم في منع التسربات السامة، وعمل ممارسات مناسبة للمياه الجوفية، وعدم تحذير السكان من وجود احتمالية تلوث تحت الأرض، مما أدى إلى إصابة 18 حالة بأورام الدماغ والسرطانات بين السكان المحليين في رينغوود، إلينوي.
وفي بداية عام 1980 شركة مصنع بحيرة مكولوم الواقعة في ماكهنري، إلينوي خضعت للتحقيق بسبب تلوث مياه المدينة الجوفية. أظهرت الدراسات- التي قانت بدفع قيمتها روهم وهاس- أن المياه الجوفية لم تؤثر أبدا على مياه أبار المدينة. الآن الشركة واحدة من خمس شركات تخضع لدعوى قضائية رفعها سكان المدينة، مدعين ارتباط 34 من 1074 من سكان المدينة يعانون من نوع ما من سرطان الدماغ أو الغدة النخامية.
ونشرت صحفية نورث ويست هيرالد قصة من ستة أجزاء تحقيق في الدعاوى القضائية والسكان، مدعية بأنها تكشف سوء تصرف سافر من جانب مسؤولي القطاع الصحي المحلي وشركة روهم وهاس للقضية بأكملها.

## علاقات العمل
اضرب أعضاء النقابة مع عمال النفط والكيماويات والذرة في منشأة روهم وهاس في عام 1969. بعد شراء شركة روهم وهاس من قبل شركة دو، حاولت شركة دو فصل حوالي 60عاملا من عمال النقابة واستبدالهم بعمال متعاقدين من أجل خفض نفقات العمل. أرادات شركة دو أيضا أنهاء العلاوات السنوية وهددت بإيقاف الأجور والمستحقات في حال انسحاب العمالة. هدد عمال اتحاد الصلب بالإضراب، ولكن في النهاية تم تجنب الإضراب بعد التفاوض على اتفاق جديد مع شركة دو الكيميائية لمدة أربع سنوات. وفي الوقت نفسه كان 325 من عمال المصنع البالغ عددهم 620 عاملا يعتبرون ممثلا لدى وزارة الزراعة الأمريكية. في 17يوليو2012 أصيب العامل في منشأة دير بارك براين جونز في انفجار وتوفي لاحقا. دفعت الشركة غرامة قدرها 32,000 ألف دولار مقابل الحادث. وبعد أسابيع من المفاوضات في أبريل 2019 مع عمال اتحاد الصلب وعقدين مرفوضين فصلت روهم وهاس ما يقارب 230 عضوا من النقابة. والفصل بمثابة الأضراب في الشركة. مما أدى إلى اعتصامات يومية من قبل أعضاء النقابة.
صرحت شركة دو إلى أن المصنع مستمر بطريقة امنه من قبل عمال بأجر، وان المفاوضات تتعلق بالسلامة والعمل الإضافي المفرط والتحكيم.
1. ↑  مذكور في: Open Funder Registry. الوصول: 7 ديسمبر 2017. مُعرِّف الغرض الرَّقميُّ (DOI): 10.13039/100004338.